# Finnestad
Finnestad är en tätort i Indre Østfolds kommun i Østfold fylke i sydöstra Norge. Orten ligger vid Østfoldbanan, där fylkesväg 1240 möter  fylkesväg 1260, söder om staden Mysen. Här finns Eidsbergs station.
Tidigare har orten tillhört dåvarande Eidsbergs kommun.